# Яново (Кольненский повет)

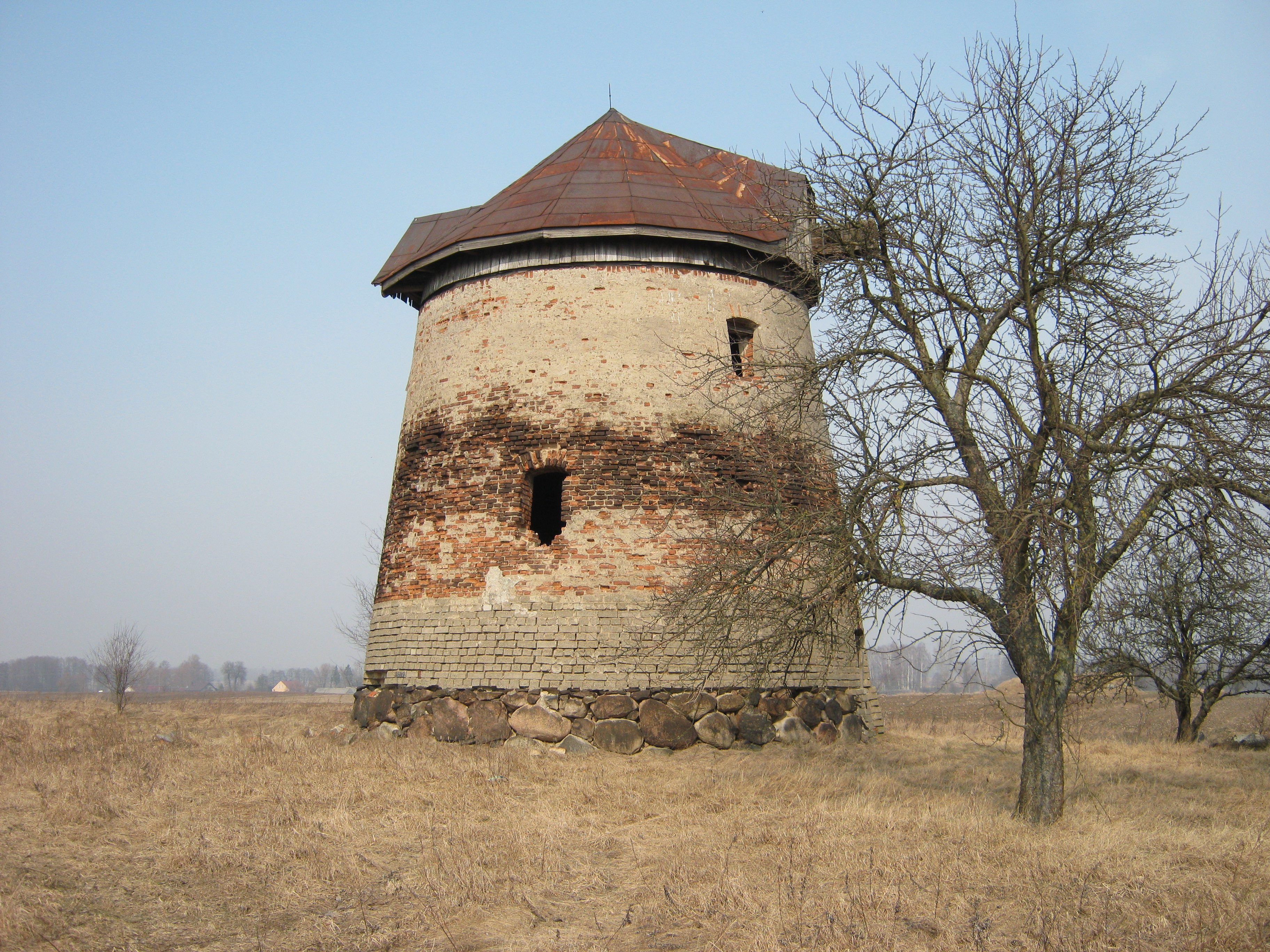
Ветряная мельница

Яново (пол. Janowo) — деревня в Кольненском повете Подляского воеводства Польши. Входит в состав гмины Кольно. Находится примерно в 6-7 км к югу от города Кольно, на реке Скрода. По данным переписи 2011 года, в деревне проживало 475 человек, примерно в сотне домов.
В 1975—1998 годах деревня входила в Ломжинское воеводство.

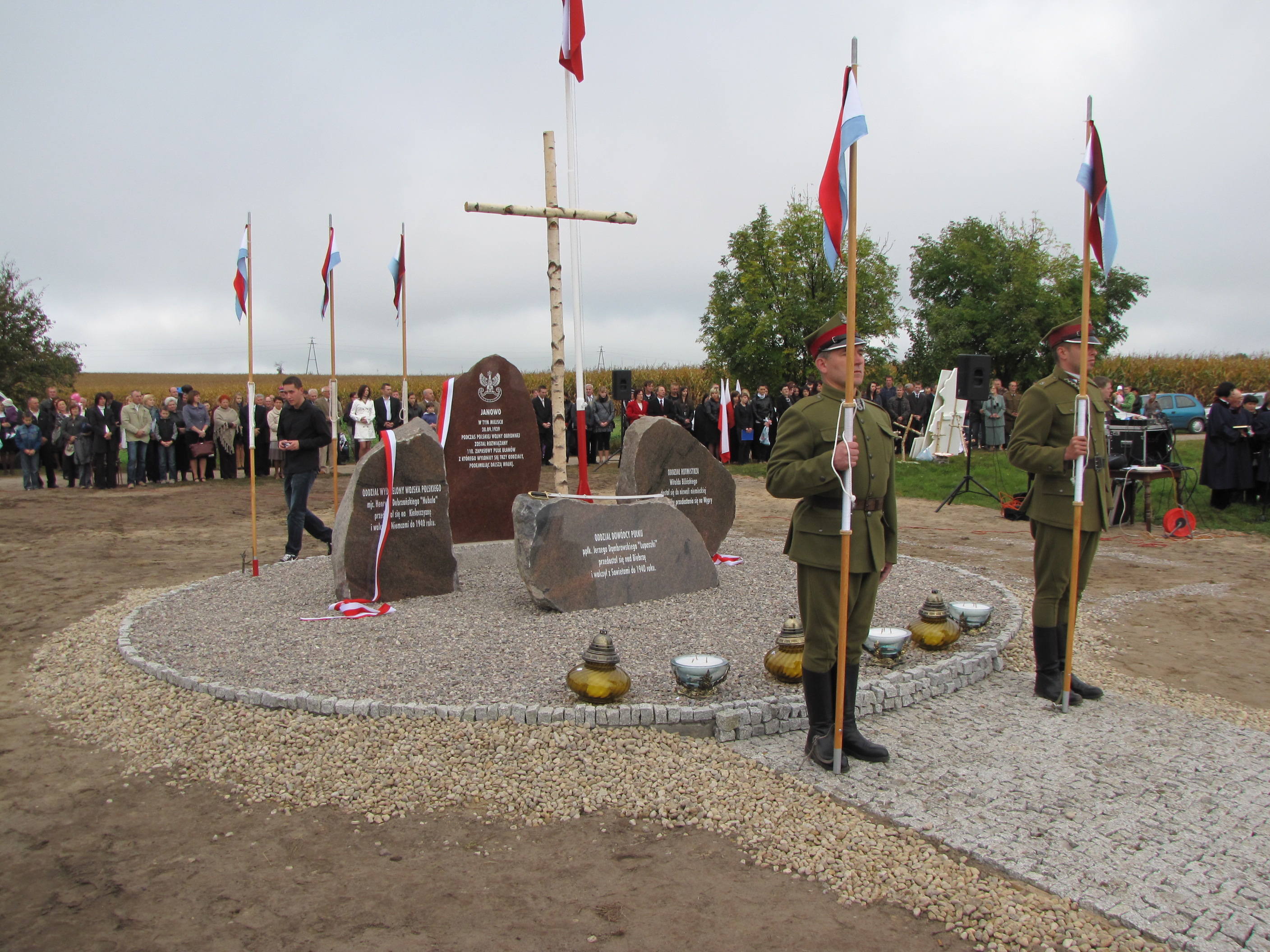
Памятник 110-му полку

2 октября 2011 года в Яново был открыт памятник, посвященный 110-му полку уланов (110-й улановский полк пол. 110 Ułanów Reservoir — кавалерийское подразделение польской армии, сформированное во время Польской кампании в сентябре 1939 года). «Общество рыцарей Кельна» во главе с Иринеусом Мечковским решило сохранить память о героях. Памятник стоит в деревне, где 28 сентября 1939 года полк был распущен. Он состоит из четырёх гранитных камней.